# Josefinenhütte

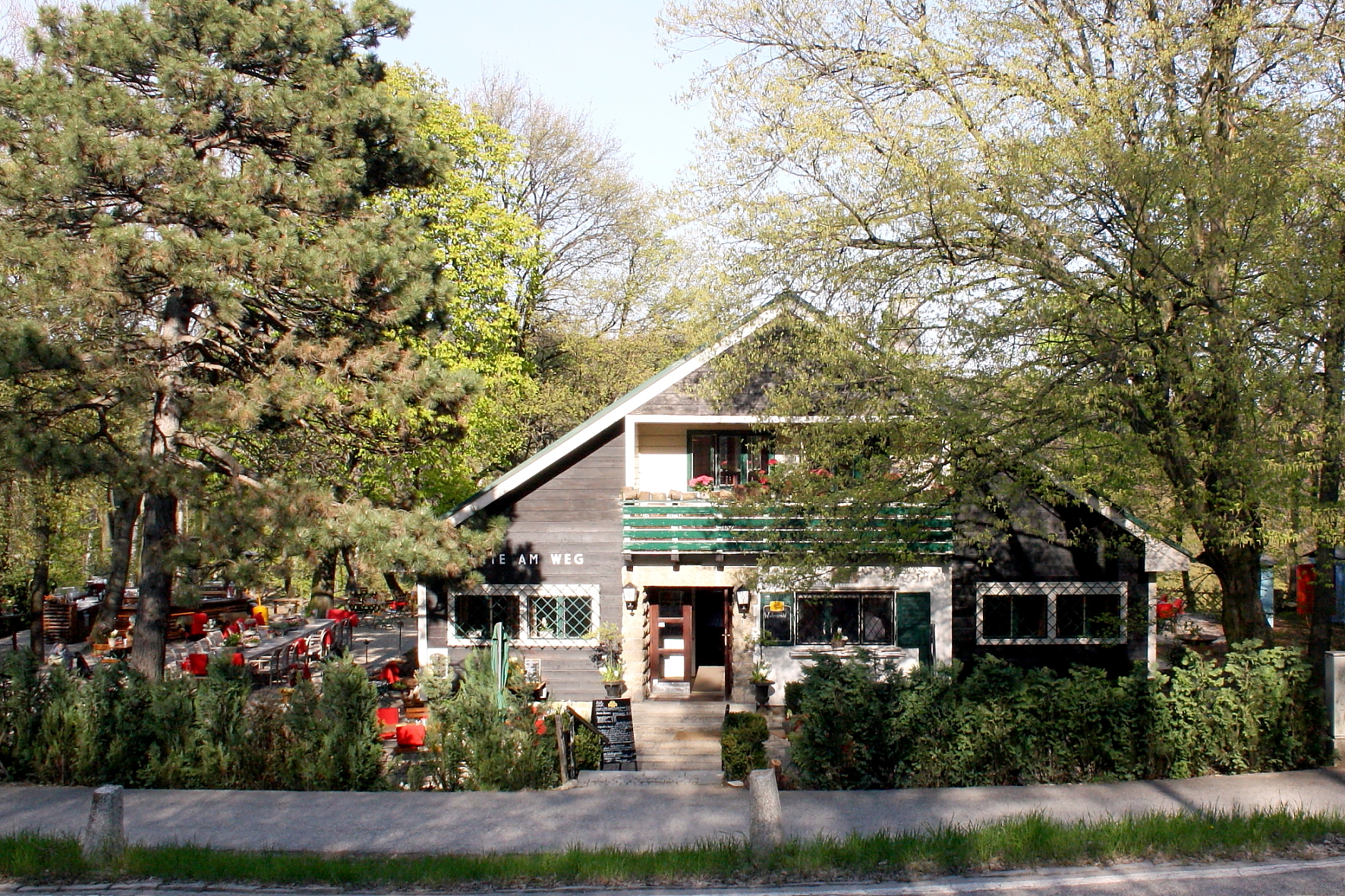
Die Josefinenhütte bzw. die damalige Hütte am Weg (2010)

Die Josefinenhütte ist ein bekanntes Ausflugslokal in der österreichischen Landeshauptstadt Wien. Sie wurde 1935 eröffnet und befindet sich in Wien-Döbling, dem 19. Wiener Gemeindebezirk. Von 2008 bis 2012 wurde das Gasthaus unter der Bezeichnung Hütte am Weg betrieben.

## Geografie
Die Josefinenhütte ist in Wien-Döbling zwischen dem Kahlenberg und dem Leopoldsberg gelegen. Im Ortsverzeichnis von Wien ist das Gasthaus Josefinenhütte als Siedlungsname eingetragen.
Bei der Hütte befindet sich die Stempelstelle des Wiener Stadtwanderwegs 1.

## Geschichte
Die Hütte wurde 1935 von der Kahlenberg AG im Zuge des Höhenstraßenbaus oberhalb der Elisabethwiese errichtet und am 18. Juni 1935 eröffnet. Ihren Namen erhielt sie nach der Gattin des damaligen Wiener Bürgermeisters Richard Schmitz. Im Herbst 1941 wurde in der Hütte eine Wehrmachtsdienststelle eingerichtet. Im Frühjahr 1946 hat der Besitzer, die Kahlenberg A.G., die Hütte als dritten Betrieb wieder eröffnet. Sie war eine der modernst eingerichteten Ausflugsbetriebe Wiens mit elektrisch betriebener Küche und elektrischer Beheizung, wobei jedoch der Pächter Robert Schlick durch die Ernährungslage nach dem Krieg außerstande war, den Gästen jene Speisen und Getränke bereitzustellen, die sie früher zu bekommen gewohnt waren. 1955 stürzte unmittelbar nördlich der Hütte ein jugoslawisches Verkehrsflugzeug ab (siehe Flugunfall auf dem Leopoldsberg von 1955), dabei wurde die Josefinenhütte als provisorischer Verbandsplatz genutzt. Das in den Jahren 1955 bis 1957 vom Motorsportclub „Rund um Wien“ organisierte internationale Höhenstraßen-Bergrennen für Motorräder und Sportwagen startete in Klosterneuburg und hatte als Ziel die Josefinenhütte.
2008 wurde sie von neuen Betreibern in Hütte am Weg umbenannt.

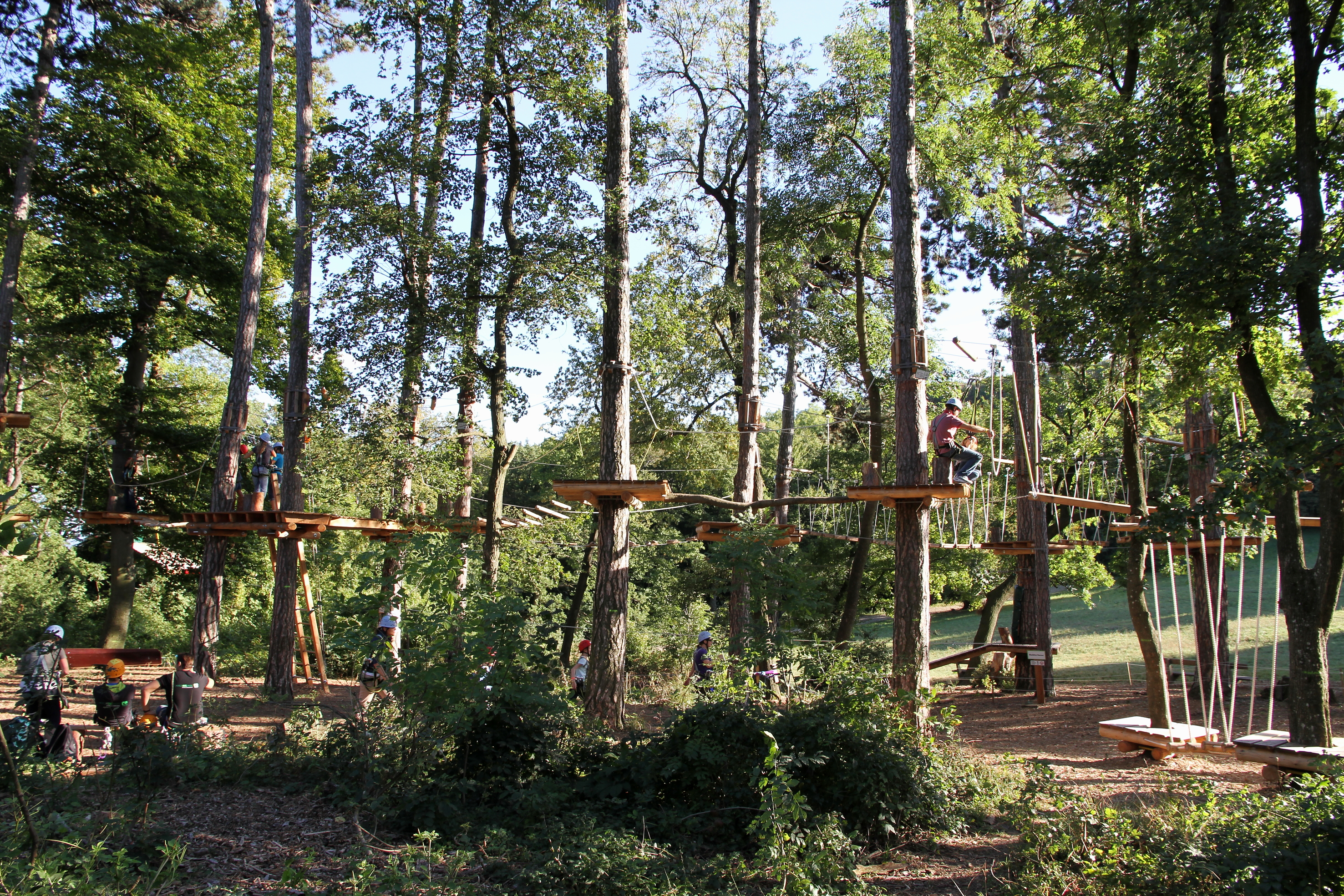
Der Kinder- bzw. Jugendlichenparcours des 2012 eröffneten Waldseilparkes Kahlenberg

Nachdem im Jahr 2012 die Hütte einen anderen Betreiber bekam, der daneben im gleichen Jahr auch den Wald-Seilpark Kahlenberg errichtete, erhielt die Hütte die Doppelbezeichnung Josefinenhütte – Die Hütte am Weg.